# Lager Balf

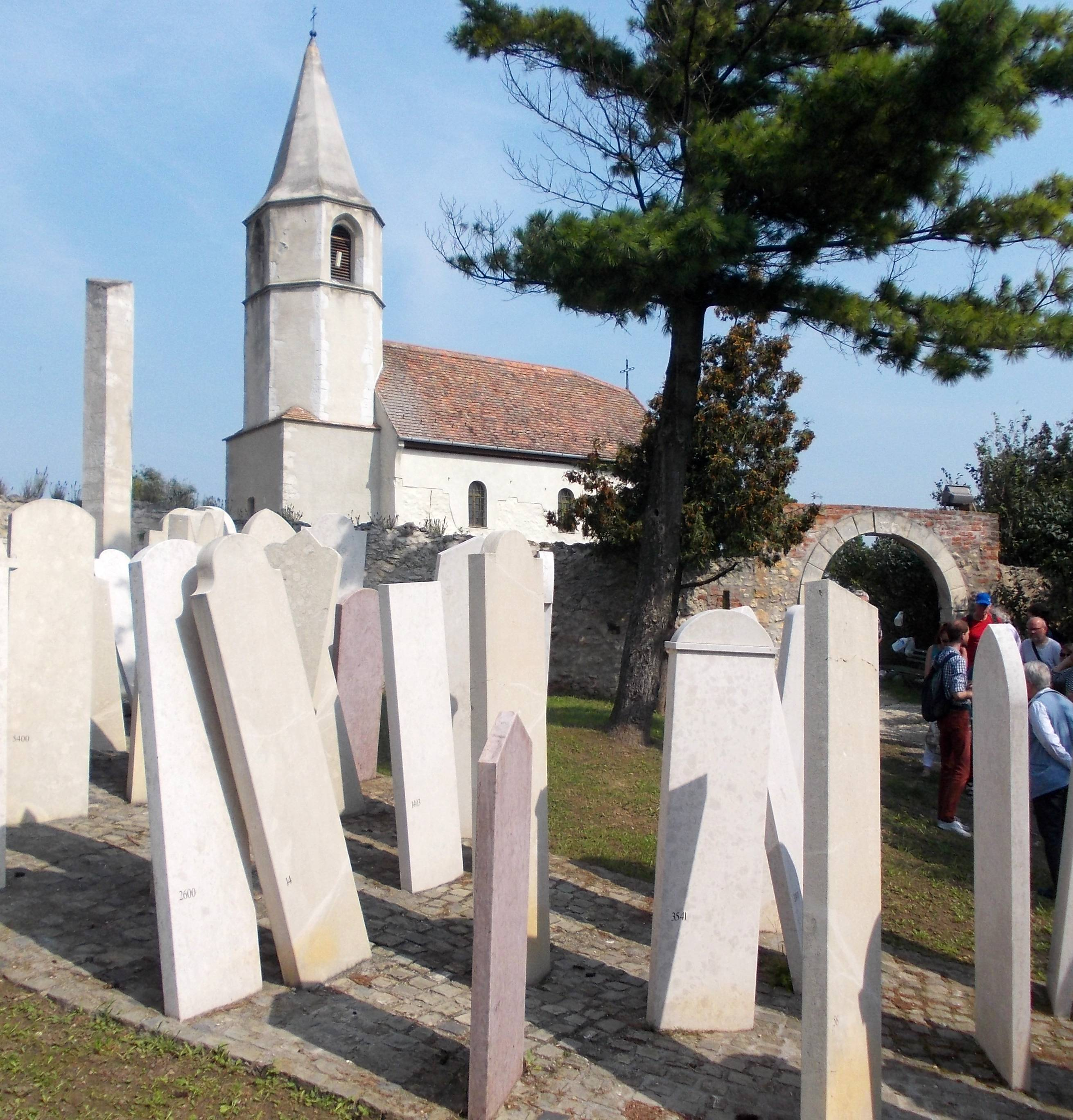
An der Friedhofsmauer vor der Kirche liegt das Mahnmal für die jüdischen Zwangsarbeiter aus Budapest.

Lager Balf (deutsch: Wolfs) war der Standort des größten Lagers im Bezirk Sopron (Westungarn an der Grenze zu Österreich), das von November 1944 bis 31. März 1945 zur Unterbringung von Zwangsarbeitern und ca. 2.000 Juden aus Budapest diente.

## Gedenkstätte

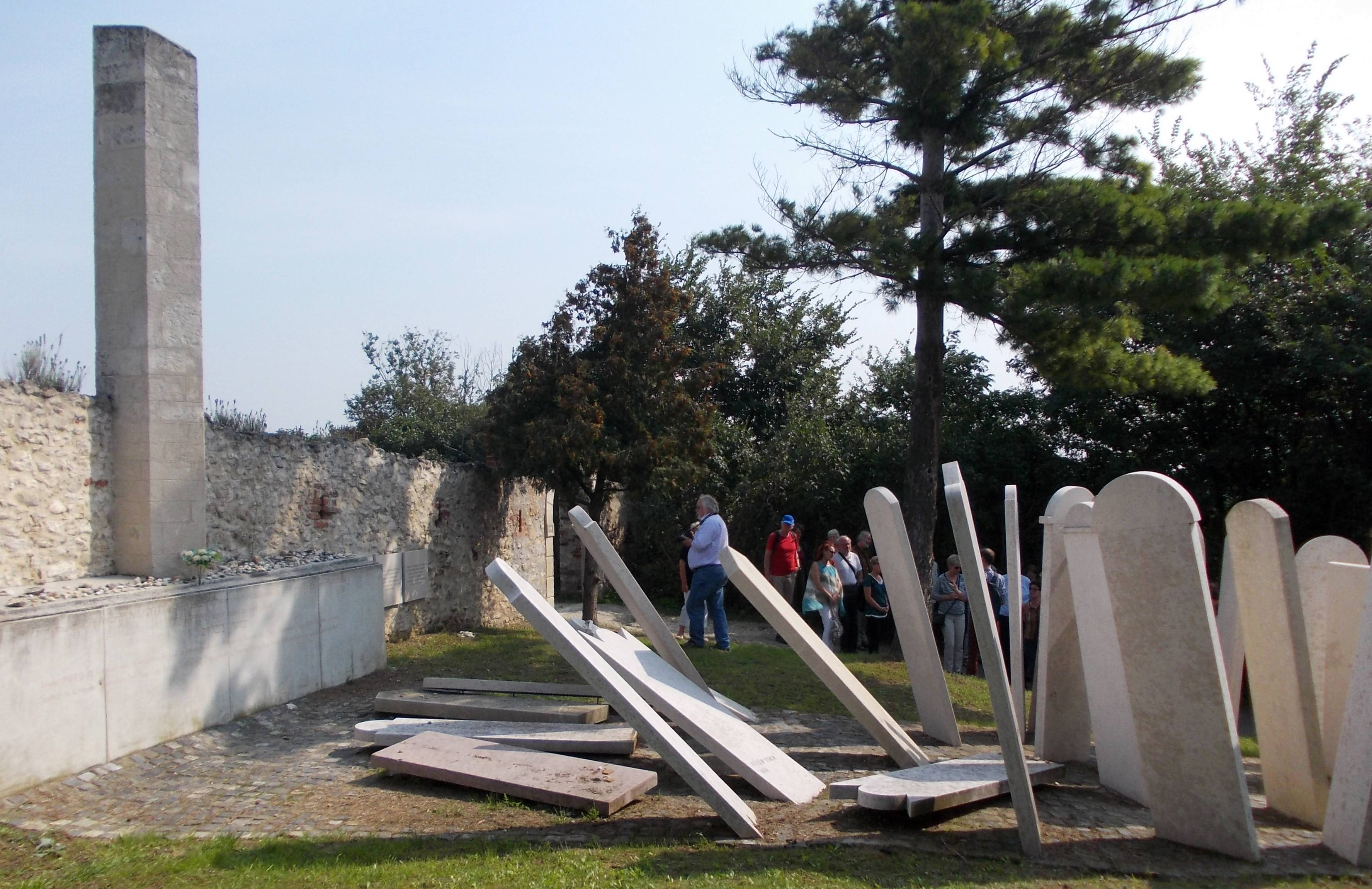
Mahnmal für die ermordeten jüdischen Zwangsarbeiter in Balf

Die Gedenkstätte für das Lager liegt vor der Kirche und dem Friedhof in Balf, die oberhalb der Dorfstraße zu finden sind. Die Denkmalgruppe zu Ehren der Märtyrer, die im Lager 1944/45 den Faschisten zum Opfer gefallen waren, wurde 2008 nach Plänen des Bildhauers László Kutas und des Architekten Barna Winkler erstellt.

## Geschichte
1944 wurde das Dorf von deutschen Truppen besetzt. Gestapo, NSDAP und die Versorgungsstelle der SS zogen in Gebäude des Ortes ein. Bauern mussten Scheunen und Ställe für die Einquartierung der „Arbeitsdienstler“ zur Verfügung stellen. Zur Erstellung des Südostwalls mussten die Zwangsarbeiter Befestigungsarbeiten auf den umliegenden Höhen, am See und im Wald durchführen. Zu Einzelheiten über die Geschichte der Juden in Ungarn siehe Der Holocaust in Budapest. Unmenschliche Behandlung, mangelnde Hygiene und Entbehrungen ließen Hunderte von ihnen dahinsterben. Die Dichter und Schriftsteller Antal Szerb und György Sárközi sowie der Essayist Gábor Halász sind hier gestorben.

### Todesmarsch
Am 28. März 1945 wurde das Lager Balf wegen der herannahenden Front evakuiert, die verbleibenden Insassen wurden zu einem Fußmarsch in Richtung des Konzentrationslagers Mauthausen in der Nähe von Linz gezwungen.

### Massaker von Balf
Am 31. März 1945, direkt am Vorabend der Osterfeiertage, wurden die meisten der im Dorf verbliebenen Juden – etwa 180 Männer und Frauen – von einer SS Feldgendarmerieeinheit in einem Panzergraben am Rande des Dorfes erschossen.
Nach dem Krieg wurde ein einfaches Denkmal erstellt. Seine Inschrift: „Innerhalb der Sichtweite dieses Denkmals sind mehr als 2000 unserer jüdischen Glaubensbrüder dem Wahnsinn von 1944 bis 1945 zum Opfer gefallen. Hier ruhen mehr als 100 Märtyrer.“

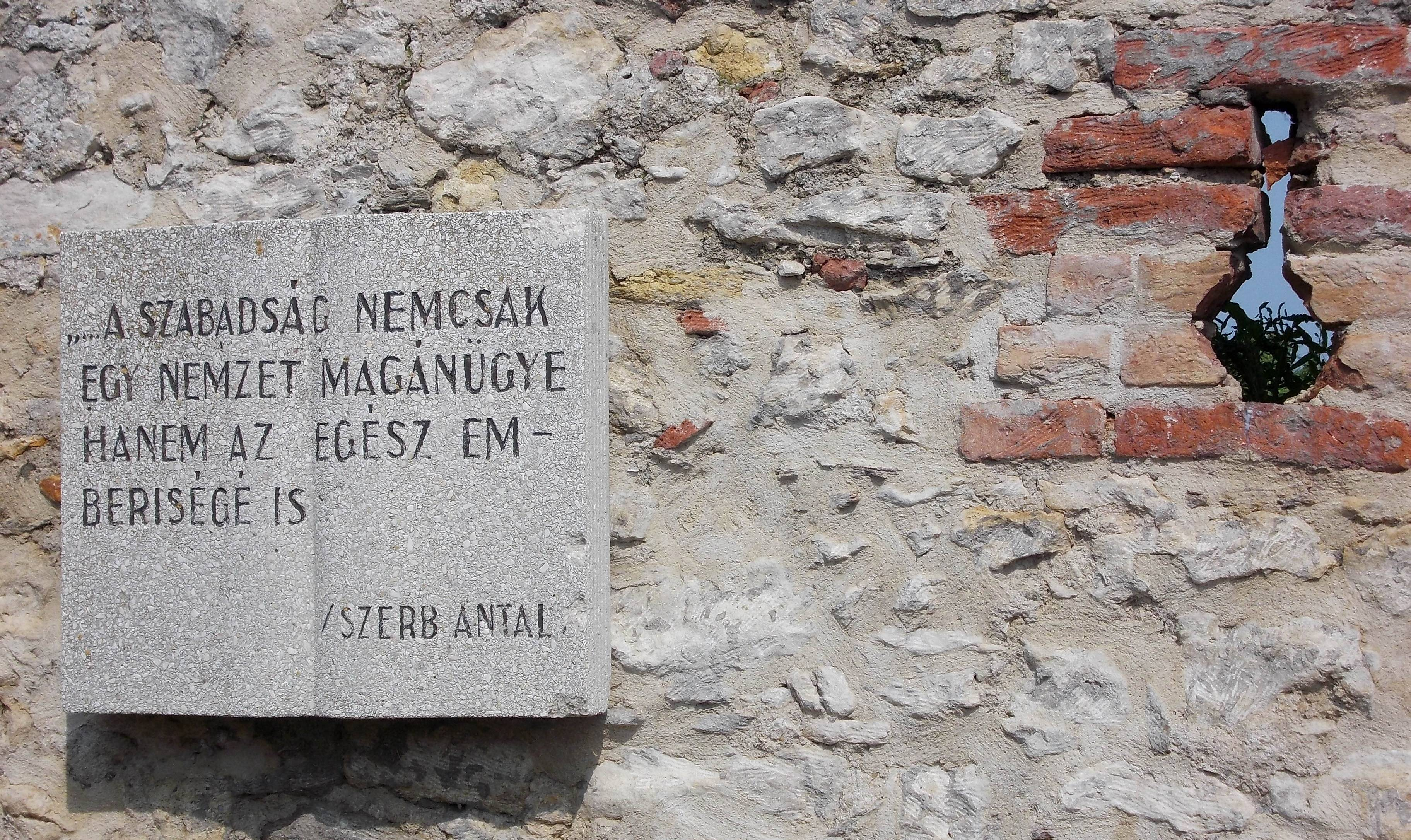
Mahnmal für die ermordeten jüdischen Zwangsarbeiter in Balf.
Zitat von Antal Szerb:
„Freiheit ist nicht nur die Privatsache einer Nation, sondern auch die der ganzen Menschheit.“

Ein Bronzerelief von János Fodor stellte ab 1968 den Marsch der Arbeitsdienstler dar. Das Relief fiel Metalldieben zum Opfer. Deshalb wurde 2008 das aktuelle Denkmal erstellt.